# Cercle de Kadiolo
Le cercle de Kadiolo est une collectivité territoriale du Mali dans la région de Sikasso.
Il compte 9 communes : Diou, Dioumaténé, Fourou, Kadiolo, Kaï, Loulouni, Misséni, Nimbougou et Zégoua.

## Économie
La principale activité économique est l'agriculture et l’élevage. Les productions agricoles portent sur les céréales (mil, maïs, sorgho, etc.), les oléagineux (tournesol, pourghère, arachide, etc.) et les cultures exclusivement réserves à la vente (coton, surtout). L'agriculture se fait de façon artisanale et semi-moderne. Les exploitations agricoles sont tenues par les familles plus ou moins nombreuses. Avec les actions d'encadrement de la principale société cotonnière et la hausse des revenus de la vente des productions agricoles, l’élevage a connu une évolution fulgurante dans la localité. On s'achemine vers une association agriculture-élevage, principale force de la production agricole.
En plus de l'agriculture, les activités minières sont très nombreuses dans la localité. Elle porte sur l'extraction aurifère. Cette dernière activité, débuté il y a 6 ans, s'est accrue à un rythme inquiétant. Les principales zones d'implantation des placers sont: Monsiogo (le premier site), Finkolo (opérationnel depuis 2007 à la suite de la baisse de la production du premier site), Elhamdoulila et Badalabougou. Ces sites ne font pas que du bien. En effet, l'exploitation a occasionné un afflux de chercheurs d'or, venus de plusieurs régions et pays voisins du Mali. Cet afflux a occasionné une augmentation de l’insécurité des personnes et des biens.
À côté de l'exploitation traditionnelle, il existe une unité industrielle basée non loin du village de Syama dans la commune rurale de Fourou.

## Politique
Moulaye Diabaté (Rpm) a été élu président du conseil de cercle en juin 2009.
Moulaye Diabate est l'ex-maire de la commune rurale de Dioumaténé pendant la première mandature. Cet natif du village du même nom, est rentré au pays après une carrière d'enseignant en Côté d'Ivoire. Il est le promoteur du Centre de formation Manazan, basé à Kadiolo.